# Jack Thibeau
Jack Thibeau, né le 12 juin 1946 à Perth, est un acteur écosso-américaine.

## Biographie
Il est apparu fréquemment dans des films qui mettaient en vedette Clint Eastwood comme Ça va cogner (1980), Le Retour de l'inspecteur Harry (1983) et Haut les flingues ! (1984) mais il reste surtout connu pour son rôle de Clarence Anglin dans L'Évadé d'Alcatraz (1979).

## Filmographie
- 1979 : Apocalypse Now de Francis Ford Coppola : le soldat dans la tranchée
- 1979 : L'Évadé d'Alcatraz (Escape from Alcatraz)  de Don Siegel : Clarence Anglin
- 1979 : 1941 de Steven Spielberg : le lieutenant Reiner
- 1980 : Ça va cogner (Any Which Way You Can) de Buddy Van Horn : Head Muscle
- 1981 : L'Ange de la vengeance (Ms. 45) d'Abel Ferrara : un homme dans le bar
- 1981 : Honky Tonk Freeway de John Schlesinger : un congressiste
- 1982 : Tex de Tim Hunter : le coach Jackson
- 1982 : 48 Heures (48 Hrs.) de Walter Hill : un inspecteur
- 1983 : Blood Feud de Mike Newell (téléfilm) : Stanton
- 1983 : Le Retour de l'inspecteur Harry (Sudden Impact) de Clint Eastwood : Kruger
- 1984 : Haut les flingues ! (City Heat) de Richard Benjamin : le garagiste
- 1985 : Kids Don't Tell de Sam O'Steen (téléfilm) : Donny
- 1985 : Love Lives On de Larry Peerce (téléfilm) : Mike
- 1985 : Contact mortel (Warning Sign) de Hal Barwood : Pisarczyk
- 1985 : Streets of Justice de Christopher Crowe (téléfilm) : Zero McKenzie
- 1986 : Hitcher (The Hitcher) de Robert Harmon : l'officier de police Prestone
- 1987 : L'Arme fatale (Lethal Weapon) de Richard Donner : le sergent McCaskey
- 1987 : Cherry 2000 de Steve De Jarnatt : l'homme trapu
- 1988 : Action Jackson de Craig R. Baxley : l'inspecteur Kotterwell
- 1991 : Murder 101 de Bill Condon (téléfilm) : l'agent au barrage de police